# 司马范
司马范（？—311年5月5日），河内郡温县（今河南省焦作市温县）人，晋武帝司马炎之孙，侍中、卫将军、行太子少傅、领北军中候、楚隐王司马玮之子，西晋宗室、官员。

## 生平
永宁元年（301年）九月，司马范被封为襄阳王，册拜为散骑常侍。建武元年七月己亥（304年8月20日），司徒王戎、东海王司马越，高密王司马略、平昌公司马模、吴王司马晏，豫章王司马炽、襄阳王司马范，右仆射荀藩遵奉晋惠帝司马衷北征成都王司马颖。
永嘉五年，东海王司马越去世，众人推举王衍为元帅，王衍不敢担当，让给司马范，司马范也不接受。于是王衍与司马范等人统帅军队将司马越送到东海郡安葬。四月戊子（311年5月5日），石勒轻骑兵追赶东海王司马越的送丧队，在苦县宁平城大败西晋军队，石勒分派骑兵围困晋军放箭，晋军十余万人被杀，死尸堆积如山。太尉王衍、襄阳王司马范、任城王司马济、武陵庄王司马澹、西河王司马喜、梁怀王司马禧、齐王司马超、吏部尚书刘望、廷尉诸葛铨、尚书郑豫、豫州刺史刘乔、太傅长史庾敳等都被活捉，坐于幕府之下，石勒询问西晋覆灭的缘故，王衍详细地叙说了灾祸与失败的缘由并声称不关自己的事，石勒很生气，叫左右将他扶出去。其他人畏惧死亡，纷纷陈述自己的见解，只有司马范神色自若，呵斥众人说：“今日之事，还要说些什么！”石勒问孔苌说：“我在天下间行走多时，还从没见过这种人，需要留下他们吗？”孔苌回答说：“他们都是晋朝的王公大臣，终究不可以为我们所用。”于是石勒把王公大臣领到外面害死。石勒尊重王衍清晰明辩，对司马范的神态称奇，不愿对他们动兵刃，在夜间派人推倒墙壁压死了王衍和司马范。